# El joven Sheldon
El joven Sheldon (en inglés, Young Sheldon) es una serie de televisión estadounidense creada por Chuck Lorre y Steven Molaro para CBS. Ambientada desde 1989 hasta mediados de los años 90, es un spin-off / precuela de The Big Bang Theory centrado en el personaje de Sheldon Cooper a la edad de nueve años mientras crece en la localidad ficticia de Medford, en el este de Texas. La serie es protagonizada por Iain Armitage, quien interpreta al joven Sheldonjunto con Zoe Perry, Lance Barber, Montana Jordan, Raegan Revord y Annie Potts. El propio Jim Parsons, que interpreta a Sheldon en la serie original, es el narrador de los eventos de la serie y es productor ejecutivo. 
El desarrollo de la serie precuela comenzó en noviembre de 2016, a partir de una idea inicial que Parsons transmitió a los productores de The Big Bang Theory. En marzo siguiente, Armitage y Perry fueron elegidos, y CBS encargó la serie. La serie se estrenó el 25 de septiembre de 2017 y el primer episodio fue visto por 17,21 millones de espectadores. En marzo de 2021, la serie fue renovada hasta la séptima temporada. La séptima fue anunciada como la última temporada de la serie en noviembre de 2023 y se estrenó el 15 de febrero de 2024. En enero de 2024, se anunció que se estaba desarrollando una serie derivada centrada en el hermano de Sheldon, Georgie Cooper y su novia Mandy McAllister (interpretada por Emily Osment). En marzo de 2024, CBS dio luz verde a la serie, titulada Georgie & Mandy's First Marriage.

## Sinopsis
Ambientada en 1989, cuenta la infancia de Sheldon Lee Cooper, su incorporación al instituto a la temprana edad de nueve años y la relación que mantiene Sheldon con el resto de miembros de su familia.
Para el joven Sheldon Cooper (Iain Armitage) de nueve años, no es fácil crecer en el este de Texas. Ser una mente privilegiada capaz de entender matemáticas y ciencias avanzadas no siempre resulta útil en un lugar en el que la Iglesia y el fútbol americano se llevan el protagonismo. Así que mientras el vulnerable, superdotado e ingenuo Sheldon debe aprender a lidiar con el mundo, su convencional familia debe aprender a lidiar con él.
Su padre, George (Lance Barber), lucha para hacerse una carrera como entrenador de un equipo de fútbol americano de instituto y también para ser el padre de un niño al que no entiende. La madre de Sheldon, Mary (Zoe Perry), protege y anima a su hijo en una ciudad en la que el chico no encaja, sobreprotegiéndole, a la vez que intenta mantener a la familia en el seno cristiano y excusando su trato especial a Sheldon frente al resto de miembros. El hermano mayor de Sheldon, Georgie (Montana Jordan), intenta destacar en el instituto, pero resulta difícil ser popular cuando le asocian como el hermano del chico "especial". La apodada "Meemaw", madre de Mary, apoyará a la familia cuando sea necesario aunque no siempre de forma ortodoxa y con su fuerte carácter a veces chocará con ambos progenitores, mientras atiende a los chicos cuando sus padres no pueden.
Por último, la melliza de Sheldon, Missy (Raegan Revord), que a veces se siente resentida por el exceso de atención que recibe su hermano, siempre termina por ser la única persona que le dice a Sheldon cómo son las cosas.

## Elenco y personajes

### Principales
- Iain Armitage como Sheldon Cooper, un niño prodigio de 9 años. Con una "mente única en la generación capaz de las matemáticas y ciencias avanzadas". Si bien está bien versado en todo tipo de matemáticas y ciencias, se muestra que prefiere la física teórica, afirmando que decidió seguir el campo al mismo tiempo que comenzó el espectáculo. Aunque académicamente dotado, Sheldon carece de una comprensión completa de las señales y comportamientos sociales, además de tener un sentido de superioridad sobre todos los que lo rodean debido a su inteligencia. Sheldon es propenso a recorrer su propio camino incluso si se mete en problemas en el camino. Sin embargo, Sheldon ha demostrado que ama a su familia y casi siempre tiene su corazón en el lugar correcto.
  - Jim Parsons como la voz de Sheldon Cooper, quien brinda la perspectiva de un adulto que mira hacia atrás en su infancia.
- Zoe Perry como Mary Cooper, la madre de Sheldon. Ella es muy protectora y paciente con Sheldon, pero a veces también le cuesta entenderlo. Ella es una cristiana devota y también tiene fricciones con el ateísmo de Sheldon y la burla del cristianismo. Sin embargo, ella ama profundamente a su hijo y quiere protegerlo todo el tiempo que pueda.
- Lance Barber como George Cooper Sr., el padre de Sheldon. y el entrenador en jefe de fútbol en Medford High. George no comparte el intelecto de Sheldon, a veces llevando a otros, especialmente a Meemaw, a dudar de que sea el padre de Sheldon. Sin embargo, a menudo es la voz de la razón para Sheldon. Aunque puede tener dificultades para comprender a su hijo dotado intelectualmente, es un padre amoroso y ha defendido a Sheldon en múltiples ocasiones, ganándose el amor y el aprecio de Sheldon.
- Montana Jordan como George «Georgie» Cooper Jr., hermano mayor de Sheldon. Georgie detesta a Sheldon y nunca duda en intimidarlo. No es muy inteligente, por lo que se burla y se burla del resto de la familia, particularmente de Sheldon y Meemaw. Mientras que él está aparentemente seguro de sí mismo, Georgie esconde profundas inseguridades por sentirse inferior a su hermano genio y, por lo tanto, se las arregla al tratar de menospreciar la inteligencia de Sheldon de cualquier manera que pueda. Asiste a Medford High con Sheldon y juega en el equipo de fútbol.
- Raegan Revord como Melissa «Missy» Cooper, hermana melliza de Sheldon. Ella se burla de Sheldon junto con Georgie, pero no tanto. Ella no comparte la inteligencia de Sheldon pero es muy perceptiva. No siempre se lleva bien con Sheldon, pero encuentra en su hermano gemelo un sólido confidente y ha admitido no sentirse tan completa sin él. En el episodio 21 de la primera temporada, le pide a su padre que la llame Melissa, lo que implica que Missy es un apodo.
- Annie Potts como Constance «Connie» Tucker, abuela de Sheldon. a quien se refieren como "Meemaw". Ella es muy cercana con Mary y sus nietos, pero no piensa mucho en George y a menudo bromea sobre él. Ella es la más paciente y comprensiva de las peculiaridades de Sheldon y aconseja a Mary que confíe en que Sheldon encontrará su camino.
- Matt Hobby como Pastor Jeff Difford (temporadas 3–7; recurrente temporadas 1–2), pastor de la iglesia baptista de Medford.
- Wyatt McClure como William «Billy» Sparks (temporada 5–presente; recurrente temporadas 1–4), hijo de un vecino de la familia Cooper, que es incluso menos inteligente que los hermanos de Sheldon. También era el enemigo de Sheldon.
- Emily Osment como Amanda «Mandy» McAllister (temporadas 6–7; recurrente temporada 5), la novia de Georgie, de 29 años, con la que tiene una hija.

### Secundarios
- Ryan Phuong como Tam, el mejor amigo y compañero de clase de la infancia vietnamita-estadounidense de Sheldon. Tam es responsable de presentar a Sheldon muchos de sus intereses no científicos, incluidos los cómics y los juegos de rol.
- Wallace Shawn como Dr. John Sturgis, un profesor de física de la universidad que está románticamente interesado en Meemaw con el aliento de Sheldon.
- Billy Gardell como Herschel Sparks, el padre de Billy que posee un garaje.
- Melissa Tang como Sra. Fenley, profesora de música del instituto.
- Bob Newhart como Profesor Protón, divulgador científico y personaje televisivo.
- Melissa Peterman como Brenda Sparks, la madre de Billy que trabaja en la bolera frecuentada por Meemaw y la némesis de Mary.
- Doc Farrow como entrenador asistente Wilkins, profesor de educación física de Sheldon y entrenador asistente de fútbol en Medford High. Originalmente se le dio el nombre de Roy, pero se cambió a Wayne a partir del episodio "A Broom Closet and Satan's Monopoly Board".
- Valerie Mahaffey como Victoria MacElroy, maestra de Sheldon y profesora de inglés en Medford High.
- Danielle Pinnock como Evelyn Ingram, maestra de matemáticas de Sheldon en Medford High.
- Brian Stepanek como Hubert Givens, profesor de ciencias de Sheldon en Medford High.
- Rex Linn como Tom Petersen, el director de Medford High.
- Sarah Baker como Sheryl Hutchins, la bibliotecaria de Medford High.
- Nancy Linehan Charles como Peg, secretaria fumadora en cadena del pastor Jeff.
- VyVy Nguyen como Trang Nguyen, esposa de Nguyen
- Isabel May como Veronica Duncan, la cita de Halloween de Georgie que se presenta en "Seven Deadly Sins and a Small Carl Sagan". Se convierte al cristianismo después de ver la sala de "lujuria" en la casa embrujada del Sr. Lundy y pierde interés en Georgie, quien continúa tratando de ganársela.
- Craig T. Nelson como Dale Ballard, el entrenador de béisbol de Missy y el interés amoroso de Meemaw.
- Chris Wylde como Glenn, el dueño de la tienda de cómics King Kong Comics.
- Mckenna Grace como Paige Swanson, una niña prodigio a quien Sheldon ve como su rival.
- Andrea Anders como Linda Swanson, la madre de Paige.
- Ed Begley Jr. como Dr. Linkletter, un colega del Dr. Sturgis. Él persigue regularmente a Connie pero es rechazado continuamente.
- Mary Grill como oficial Robin, la segunda esposa del pastor Jeff que trabaja como oficial de policía
- Ava Allan como Jana, la novia de Georgie.

## Episodios
| Temporada | Temporada | Episodios | Episodios | Emisión original         | Emisión original    |
| Temporada | Temporada | Episodios | Episodios | Primera emisión          | Última emisión      |
| --------- | --------- | --------- | --------- | ------------------------ | ------------------- |
|           | 1         | 22        | 22        | 25 de septiembre de 2017 | 10 de mayo de 2018  |
|           | 2         | 22        | 22        | 24 de septiembre de 2018 | 16 de mayo de 2019  |
|           | 3         | 21        | 21        | 26 de septiembre de 2019 | 30 de abril de 2020 |
|           | 4         | 18        | 18        | 5 de noviembre de 2020   | 13 de mayo de 2021  |
|           | 5         | 22        | 22        | 7 de octubre de 2021     | 19 de mayo de 2022  |
|           | 6         | 22        | 22        | 29 de septiembre de 2022 | 18 de mayo de 2023  |
|           | 7         | 14        | 14        | 15 de febrero de 2024    | 16 de mayo de 2024  |

## Producción

### Desarrollo
En noviembre de 2016, se reportó que CBS estaba en negociaciones para crear un spin-off de The Big Bang Theory centrado en Sheldon Cooper cuando era un niño pequeño. La precuela es descrita como una versión de comedia familiar tipo "Malcolm in the Middle", siendo producida por el cocreador de The Big Bang Theory Chuck Lorre y el productor Steven Molaro, con el cocreador de The Big Bang Theory Bill Prady con espera de que esté involucrado en alguna capacidad, y se pretende que salga al aire en la temporada 2017-18 junto con The Big Bang Theory. La idea inicial de la serie vino de Jim Parsons (quien retrata al Sheldon adulto en The Big Bang Theory), quien la pasó a los productores de The Big Bang Theory. El 13 de marzo de 2017, CBS ordenó el spin-off de la serie titulada Young Sheldon, creada por Lorre y Molaro. Jon Favreau dirigió y produjo el piloto. Parsons, Lorre, Molaro y Todd Spiewak también sirven como productores ejecutivos en la serie, para Chuck Lorre Productions, Inc. en asociación con Warner Bros. Television. El 27 de septiembre de 2017, CBS recogió la serie para una temporada completa de 22 episodios. El 6 de enero de 2018, la serie fue renovada para una segunda temporada. La segunda temporada se estrenó el 24 de septiembre de 2018. El 22 de febrero de 2019, la serie fue renovada para una tercera y cuarta temporada de la serie. El 31 de marzo de 2021, la serie fue renovada por tres temporadas más. La sexta temporada se estrenó el 19 de septiembre de 2022. El 14 de noviembre de 2023, CBS anunció que la séptima temporada sería la última de la serie. La séptima temporada se estrenó el 15 de febrero de 2024.

### Casting
A principios de marzo de 2017, Iain Armitage fue elegido como el joven Sheldon, así como Zoe Perry como su madre, Mary Cooper. Perry es la hija de la vida real de Laurie Metcalf, que interpreta a Mary Cooper en The Big Bang Theory. Lance Barber fue elegido como George Cooper, padre de Sheldon, quien ya había aparecido en un episodio de The Big Bang Theory. Raegan Revord fue elegida como Missy Cooper, la hermana melliza de Sheldon, y Montana Jordan como George Cooper Jr, el hermano mayor de Sheldon. Jim Parsons repite su papel como Sheldon Cooper adulto, siendo el narrador de la serie. En julio de 2017, Annie Potts fue elegida como Meemaw, la abuela de Sheldon.

### Superposición con la serie principal
En la mayoría de los casos, se utilizan diferentes actores para representar un personaje dado en las dos series, para tener en cuenta la diferencia de edad. Jim Parsons es una notable excepción, ya que aparece en ambas series como el mismo personaje, aunque en esta serie su apariencia se limita solo a la voz. Bob Newhart aparece como Profesor Proton en ambas series; Con la aparición en esta serie, el personaje se ve más joven. Iain Armitage (Sheldon), Lance Barber (George) y Montana Jordan (Georgie) hacen una aparición especial en la serie principal en una escena en la que se reproduce una cinta VHS grabada décadas antes. Hay otros actores que aparecen en ambas series pero como personajes diferentes. Esto incluye a Barber, que tuvo otra aparición como invitado en la serie principal como un personaje diferente. Elon Musk hace cameos como él mismo en ambas series.
El episodio final de la segunda temporada se emitió inmediatamente después del final de la serie de una hora de la serie principal. En un homenaje al final de la serie principal , se hacen varias referencias a la serie principal en el episodio de Young Sheldon. Las referencias son generales a toda la serie principal, así como al final de la serie en particular. En una escena del  episodio de Young Sheldon, Sheldon le promete a su padre que cuando gane el Premio Nobel, mencionará a su padre en su discurso de aceptación. En el final de la serie principal, Sheldon gana el Premio Nobel. En otra escena del episodio de Young Sheldon, los ganadores del Premio Nobel son anunciados en un montaje que muestra a los personajes principales de la serie principal Leonard, Penny, Raj, Howard, Bernadette y Amy cuando eran niños. Después del montaje, el adulto Sheldon dice que se equivocó al sentir en el momento del anuncio del premio Nobel que estaría solo por el resto de su vida.

## Recepción

### Audiencias
| Temporada | Horario (ET)      | Episodios | Primera emisión          | Primera emisión      | Última emisión      | Última emisión       | Ranking | Prom. de espectadores (millones) | Adultos de 18–49 años (promedio) |
| Temporada | Horario (ET)      | Episodios | Fecha                    | Audiencia (millones) | Fecha               | Audiencia (millones) | Ranking | Prom. de espectadores (millones) | Adultos de 18–49 años (promedio) |
| --------- | ----------------- | --------- | ------------------------ | -------------------- | ------------------- | -------------------- | ------- | -------------------------------- | -------------------------------- |
| 1         | Jueves 8:30 p. m. | 22        | 25 de septiembre de 2017 | 17.21                | 10 de mayo de 2018  | 12.44                | 6       | 16.30                            | 3.3                              |
| 2         | Jueves 8:30 p. m. | 22        | 24 de septiembre de 2018 | 10.58                | 16 de mayo de 2019  | 13.08                | 5       | 14.37                            | 2.6                              |
| 3         | Jueves 8:00 p. m. | 21        | 26 de septiembre de 2019 | 8.24                 | 30 de abril de 2020 | 10.14                | 8       | 11.45                            | 1.6                              |
| 4         | Jueves 8:00 p. m. | 18        | 5 de noviembre de 2020   | 6.77                 | 13 de mayo de 2021  | 7.21                 | 12      | 9.45                             | 1.2                              |
| 5         | Jueves 8:00 p. m. | 22        | 7 de octubre de 2021     | 7.12                 | 19 de mayo de 2022  | 7.06                 | 8       | 9.21                             | 1.0                              |
| 6         | Jueves 8:00 p. m. | 22        | 29 de septiembre de 2022 | 6.88                 | 18 de mayo de 2023  | 6.97                 | 6       | 9.32                             | 0.9                              |
| 7         | Jueves 8:00 p. m. | 14        | 15 de febrero de 2024    | 7.99                 | 16 de mayo de 2024  | 9.32                 | —       | —                                | —                                |

## Serie derivada
El 12 de enero de 2024, se anunció que habrá una serie derivada de El joven Sheldon centrada en Georgie Cooper y Mandy McAllister que se programará para la temporada en televisión 2024-25 por CBS. El 5 de marzo de 2024, CBS oficialmente dio orden a la serie.